# Снегопад

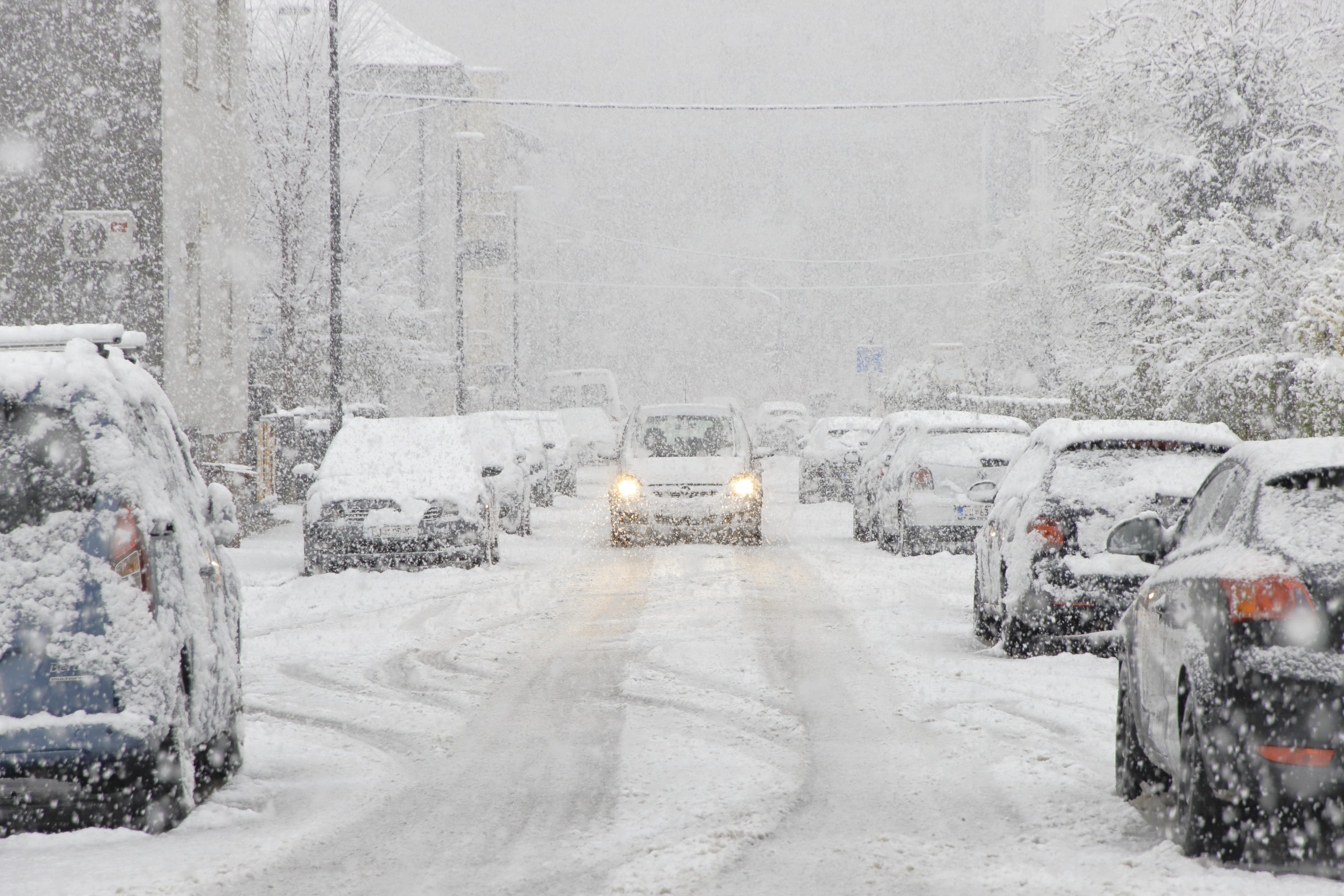
Густой снегопад в пригороде Любляны (Словения)

Снегопа́д — атмосферные осадки, выпадающие из облаков в виде снега, мелких кристаллов льда. Разновидность кратковременного и интенсивного снегопада, сопровождающегося шквалистым ветром, называют снежным зарядом. Рыхлый снег, выпадающий большими хлопьями, называют кижа или кить.
Длительность снегопада обычно обратно пропорциональна его интенсивности, то есть количеству осадков в миллиметровом слое воды за сутки. Интенсивность слабого снегопада меньше 0,1 мм/ч, среднего 0,1—1 мм/ч, сильного (густого) — больше 1 мм/ч. Число снежинок в 1 м³ воздуха при слабом снегопаде составляет менее 10, при среднем 10—100, при густом более 100 и может достигать многих тысяч.

## Виды снегопадов
При слабом снегопаде горизонтальная видимость (если нет других явлений — дымки, тумана и т. п.) составляет 4—10 км, при умеренном 1—3 км, при густом — менее 1000 м.
Снегопад без ветра называют спокойным снегопадом, при ветре — верховой метелью. По скорости падения снежинок говорят о парении в воздухе (меньше 0,1 м/с), медленном оседании (0,1—0,3 м/с), умеренной скорости падения (0,4—0,8 м/с) и быстром падении (свыше 0,8 м/с).
По влажности частиц снегопада различают сухие, влажные (прилипают к предметам) и мокрые (тают при ударе).
В зависимости от условий и характера выпадения снега на метеостанциях выделяют несколько видов снегопада: дождь со снегом (при положительной температуре воздуха), снег с дождём (при температуре около 0 °C), моросящий снегопад, обложной снегопад, ливневой снегопад или снежный ливень, снежный шквал или снежный заряд, снег при ясном небе.

Сильные снегопады зачастую приводят к заносам на дорогах, могут приводить к обрыву линий электропередачи, повреждению строений и т. д. Сильные снегопады в горах приводят к неустойчивости снежного покрова на склонах и сходу лавин.

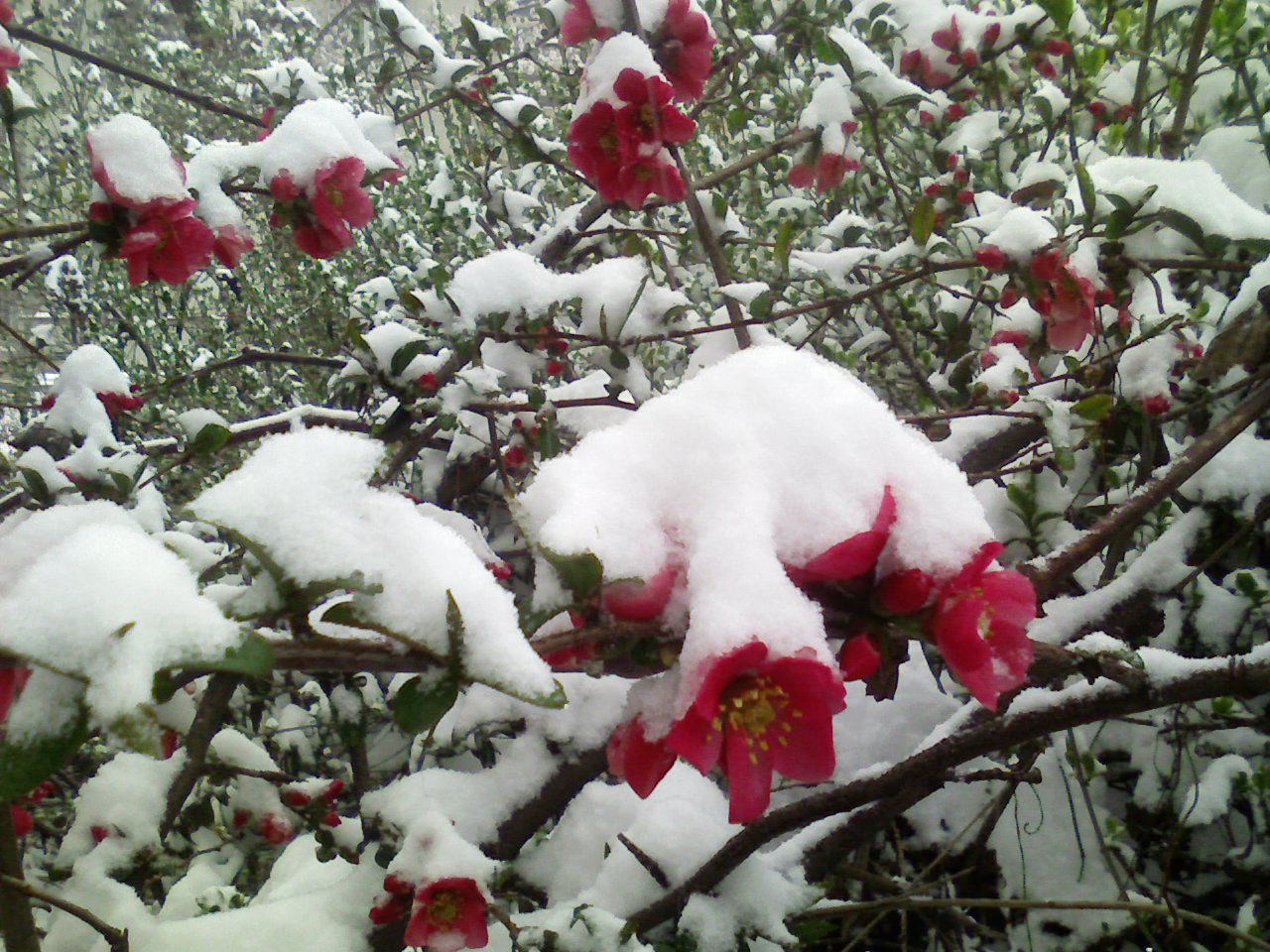
Цветы персика под снегом после весеннего снегопада (30.03.2015, г. Ош)

Весенние снегопады приводят к гибели цветков плодовых культур и потере урожая.
По интенсивности различают следующие виды снегопадов:
- слабый — менее 10 хлопьев на 1 м3 воздуха;
- средний — 10-100 хлопьев на 1 м3 воздуха;
- сильный (густой) — от ста до нескольких тысяч снежных хлопьев.

Длительность, интенсивность и скорость снегопада определяют количество выпадающего снега. Если ветра нет, снегопад считается спокойным. Снегопад в ветреную погоду носит название «верховая метель».
В горных районах сильные снегопады идут, когда воздух вынужден подниматься в горы и, охлаждаясь, отдавать лишнюю атмосферную влагу, выпадающую в холодных условиях высокогорий на их наветренных склонах в виде снега. Из-за особенностей горного ландшафта прогнозирование сильных снегопадов остаётся здесь серьёзной проблемой.
Кроме типичных, существуют особые снегопады, связанные с внетропическими циклонами, озёрами и с ландшафтом горной местности.
Внетропические циклоны, свойственные в Северном полушарии для Западной Европы, Канады и Гренландии, могут создать экстремальные условия, когда идут проливной дождь и обильный снег при ветре, превышающем 119 км/ч. Полоса осаждения, которая связана с их тёплым фронтом, часто обширна и вызвана слабым восходящим движением воздуха над фронтальной границей; влага конденсируется, когда остывает, и создаёт осадки, формируя полосу слоисто-дождевых облаков. В холодном секторе, по направлению к полюсу и к западу от центра циклона, малые или средние полосы выпадения снега обычно имеют ширину от 32 до 80 км. Эти полосы связаны с областями фронтогенеза циклона, или зонами температурного контраста.
Часто приходящий с циклонами холодный воздух может приводить к эффектам полос выпадения снега над большими водоёмами: крупные озёра эффективно аккумулируют тепло, что приводит к значительной разнице температур (более 13 °C) между поверхностью воды и воздухом выше; из-за этой разности температур, тепло и влага перемещаются вверх, уплотняясь в вертикально ориентированных облаках, которые производят снег. Чем сильнее понижение температуры с высотой, тем гуще образующиеся облака и интенсивней снегопады.

## Снегопады на других небесных телах
С помощью аппарата Phoenix был зафиксирован снегопад на Марсе из облаков, расположенных на высоте около 4 км, однако снежинки испарялись, не успевая достигнуть поверхности планеты.